# Tambores de Minas
Tambores de Minas é um álbum ao vivo do cantor e compositor Milton Nascimento lançado em 1998 pela gravadora WEA Musc na qual traz um registro do show que leva o mesmo nome. Originalmente lançado apenas em CD, com 17 faixas, o show teria uma versão em vídeo, exibida originalmente pelo canal Multishow na época e que só seria lançada anos depois no formato DVD.

## O show
Após aparecer irreconhecível com certos quilos a menos no episódio de natal do programa Sai de Baixo na qual contracenava como um Papai Noel e de ter sido alvo de críticas sobre sua magreza na qual gerou boatos pela imprensa sobre a possibilidade dele ter HIV, Milton decidira se retirar por um tempo e produzir seu próximo trabalho intitulado Nascimento e para promovê-lo, ele concebe junto de Gabriel Villela a turnê do disco. Com cenário do próprio Villela e Milton assumindo a direção, o show é um renascimento do próprio cantor na qual conta com bailarinos que também tocam percussão ao redor de Milton num tambor enorme no meio do palco como um altar, onde ele fica durante todo o show. No começo do show, ele lê um texto de abertura em off "Valei-me profetas! Minas Gerais!" como uma resposta aos jornalistas que diziam sobre ele ser portador do HIV. Após três minutos, surge a voz de Elis Regina cantando "O Que Foi Feito Devera" como fundo e em seguida ele surge cantando a parte "O Que Foi Feito De Vera" em vestes pretas com detalhes dourados para simbolizar o ouro de Minas Gerais. Durante canções como "Corsário", "Léo", "Paula e Bebeto", "Caçador de Mim" e "Para Lennon e McCartney" ele se mantêm com as vestes pretas e após esta primeira parte, um intervalo de quinze minutos na qual após este período, a banda e os bailarinos entoam "Queremos Deus" e Milton volta ao palco entoando "Louva-A-Deus" desta vez todo de branco e a segunda parte constitui de canções do álbum Nascimento, como "Louva-A-Deus", "Rouxinol", "Guardanapos de Papel", "E Agora, Rapaz?", "Janela Para o Mundo" e clássicos como "San Vicente", "Nos Bailes da Esquina", seguido de "Tambores de Minas", "Canções e Momentos" e a voz de Elis reaparece no show logo na reta final em "Redescobrir" que é o momento na qual Milton cumprimenta e agradece os bailarinos, até que volta para o bis final com "Canção da América".

## Faixas
| N.º | Título                                                                                           | Compositor(es)                                      | Duração |  |
| 1.  | "O que foi feito Devera (voz de Elis Regina)/O que foi feito de Vera" (Clube da Esquina 2, 1978) | Milton Nascimento, Borges e Brant                   | 5:21    |  |
| 2.  | "Cavaleiros do céu (Ghost riders in the sky)" (Caçador de Mim, 1981)                             | Stan Jones, versão em português de Haroldo Barbosa  | 4:03    |  |
| 3.  | "Calix Bento" (Geraes, 1976)                                                                     | folclórico, adaptação de Tavinho Moura              | 4:08    |  |
| 4.  | "Paula e Bebeto" (Minas, 1975)                                                                   | Milton Nascimento e Caetano Veloso                  | 4:51    |  |
| 5.  | "Corsário" (inédito)                                                                             | João Bosco e Aldir Blanc                            | 3:45    |  |
| 6.  | "Léo" (Clube da Esquina 2, 1978)                                                                 | Milton Nascimento e Chico Buarque                   | 4:29    |  |
| 7.  | "Caçador de mim" (Caçador de Mim, 1981)                                                          | Sá e Sérgio Magrão                                  | 5:27    |  |
| 8.  | "Ponta de areia" (Minas, 1975)                                                                   | Nascimento e Brant                                  | 2:51    |  |
| 9.  | "O rouxinol" (Nascimento, 1997)                                                                  | Nascimento                                          | 3:25    |  |
| 10. | "E agora, rapaz?" (Nascimento, 1997)                                                             | Dinho Caninana                                      | 4:52    |  |
| 11. | "Guardanapos de papel (Biromes y servilletas)" (Nascimento, 1997)                                | Leo Maslíah, versão em português de Carlos Sandroni | 6:18    |  |
| 12. | "Janela para o mundo" (Nascimento, 1997)                                                         | Nascimento e Brant                                  | 3:19    |  |
| 13. | "Levantados do chão" (Nascimento, 1997)                                                          | Nascimento e Buarque                                | 2:37    |  |
| 14. | "San Vicente" (Clube da Esquina, 1972)                                                           | Nascimento e Brant                                  | 5:14    |  |
| 15. | "Nos bailes da vida" (Caçador de Mim, 1981)                                                      | Nascimento e Brant                                  | 5:21    |  |
| 16. | "Os tambores de Minas" (Nascimento, 1997)                                                        | Milton Nascimento e Borges                          | 3:31    |  |
| 17. | "Canções e momentos" (Yauaretê, 1987)                                                            | Nascimento e Brant                                  | 5:48    |  |

### Faixas do DVD
1. Texto de abertura/O que foi feito Devera (voz de Elis Regina) (Clube da Esquina 2, 1978)
2. O que foi feito de Vera (Clube da Esquina 2, 1978)
3. Cavaleiros do céu (Ghost riders in the sky) (Caçador de Mim, 1981)
4. Paula e Bebeto (Minas, 1975)
5. Léo  (Clube da Esquina 2, 1978)
6. Corsário (inédito)
7. Caçador de mim (Clube da Esquina 2, 1978)
8. Ponta de areia  (Minas, 1975)
9. A sede do peixe (Para o que não tem solução)  (Milton Nascimento e Márcio Borges) (Clube da Esquina 2, 1978)
10. Para Lennon e McCartney (Lô Borges, Márcio Borges e Fernando Brant) (Milton, 1970)
11. Queremos Deus (canção de domínio público) (inédito)
12. Louva-a-Deus (Milton Nascimento e Fernando Brant) (Nascimento, 1997)
13. O rouxinol  (Nascimento, 1997)
14. E agora, rapaz?  (Nascimento, 1997)
15. Guardanapos de papel (Biromes y servilletas)  (Nascimento, 1997)
16. Janela para o mundo (Nascimento, 1997)
17. Levantados do chão  (Nascimento, 1997)
18. San Vicente (Clube da Esquina, 1972)
19. Nos bailes da vida  (Caçador de Mim, 1981)
20. Os tambores de Minas (Nascimento, 1997)
21. Canções e momentos (Yauaretê, 1987)
22. Redescobrir (voz de Elis Regina) (Luiz Gonzaga Jr.) (Saudade do Brasil, 1980)
23. Canção da América (Milton Nascimento e Fernando Brant) (Sentinela, 1980)

## Músicos[3]
- Teclados: Kiko Continentino
- Bateria: Lincoln Cheib
- Contrabaixo: Luiz Alves
- Flautas: Paulo Guimarães
- Percussão: Marco Lobo, Robertinho Silva e Ronaldo Silva
- Teclados: Túlio Mourão
- Participação Especial: Vivito (João Vitor Machado)

## Elenco (balé/vocais)[3]
- Fabiano Medeiros
- Fábio Tavares
- Felipe Chinnan
- José Geraldo Filé
- Luiz Borges
- Maurício Vogue
- Pablo Colbert
- Rogério Romera
- Toninho Marra